# A. Artur Kuhnert
Adolf Karl Artur Kuhnert (* 4. Juli 1905 in Braunschweig, Deutsches Reich; † 1. August 1958 in Hohenfeld (Kitzingen), Bundesrepublik Deutschland) war ein deutscher Schriftsteller und Drehbuchautor.

## Leben und Wirken
Der Sohn des Gemeindewaisenrats Friedrich Wilhelm Kuhnert hatte das Gymnasium besucht und durchlief anschließend eine Müllerlehre. Es folgte ein Universitätsstudium der Naturwissenschaften. Zunächst als Müllermeister in einem praktischen Beruf tätig, entschloss sich Kuhnert bald zu einem Berufswechsel und arbeitete fortan als Autor für die unterschiedlichsten Medien. Kuhnert verfasste, seit 1928 freischaffender Schriftsteller, in der Folgezeit eine Reihe von Romanen, Hörspielen und Werke für den Jugendfunk mit Titeln wie Paganini, Die große Mutter vom Main, Spanische Romanze und Wo bleibt da die Moral?. Von 1929 bis 1932 war er überdies neben Martin Raschke einer von zwei Herausgebern der Literaturzeitschrift Die Kolonne.
Inmitten des Zweiten Weltkriegs wandte sich A. Artur Kuhnert auch dem Film zu und fing an Drehbücher zu schreiben, beginnend mit einer dramatischen Geschichte aus dem Geigenbauer- und Spieler-Milieu (Der ewige Klang). Nach Kriegsende fand Kuhnert nach einer ersten Stippvisite bei der ostzonalen DEFA zunächst Beschäftigung bei Gyula Trebitschs und Walter Koppels Hamburger Real-Film, wo er Drehbücher für mehrere zeitnahe und sozialrealistische Stoffe schrieb. Anschließend ließ er sich in seinen letzten Lebensjahren jedoch von der ostdeutschen DEFA abwerben. Obwohl weiterhin im Westen (Sulzfeld in Bayern) lebend, verfasste Kuhnert fortan nur noch Manuskripte für die kommunistische Staatsfirma, darunter auch einen antiwestlichen Stoff (Die Schönste), mit Gejagt bis zum Morgen aber auch erneut eine präzise beobachtende Milieustudie aus der Zeit der Jahrhundertwende.

## Filmografie (komplett)
- 1943: Der ewige Klang
- 1944: Aufruhr der Herzen
- 1945: Wir beide liebten Katharina
- 1947: 1-2-3 Corona
- 1949: Hafenmelodie
- 1950: Des Lebens Überfluß
- 1950: Lockende Gefahr
- 1954: Carola Lamberti – Eine vom Zirkus
- 1955: Letztes Fach unten rechts (Kurzfilm)
- 1955: Zar und Zimmermann
- 1956: Vor 100 Jahren fing es an
- 1956: Mazurka der Liebe
- 1957: Die Schönste
- 1957: Gejagt bis zum Morgen